# Кшиве (Подляское воеводство)
Кшиве (пол. Krzywe) — деревня в Сувалкском повете Подляского воеводства Польши. Входит в состав гмины Сувалки. По данным переписи 2011 года, в деревне проживало 510 человек.

## География
Деревня расположена на северо-востоке Польши, на южном берегу озера Кшиве, вблизи Вигерского национального парка, на расстоянии приблизительно 5 километров к востоку от города Сувалки, административного центра повета. Абсолютная высота — 149 метров над уровнем моря. Через Кшиве проходит региональная автодорога 653.

## История
В конце XVIII века Кшиве входило в состав Гродненского повета Трокского воеводства Великого княжества Литовского.
В 1888 году в деревне Крживе проживало 320 человек. В этноконфессиональном отношении всё население деревни состояло из поляков-католиков. В административном отношении деревня входила в состав гмины Гутта Сувалкского уезда Сувалкской губернии.
В период с 1975 по 1998 годы населённый пункт являлся частью Сувалкского воеводства.